# Kööpelinvuori
Kööpelinvuori är en kulle i Finland.   Den ligger i den ekonomiska regionen  Åbo ekonomiska region  och landskapet Egentliga Finland, i den sydvästra delen av landet, 180 km väster om huvudstaden Helsingfors. Toppen på Kööpelinvuori är 7 meter över havet. Kööpelinvuori ligger på ön Korvenmaa.
Terrängen runt Kööpelinvuori är mycket platt.  Närmaste större samhälle är Rimito, 14,5 km öster om Kööpelinvuori. 